# Ján Egry
Ján Egry, také János Egry, (* 24. prosince 1824 Krakovany – 15. dubna 1908 Banská Bystrica) byl slovenský dirigent, hudební skladatel a pedagog.

## Život
Ján Egry byl synem Juraje Egryho, dnes už málo známého církevního skladatele. Hudební vzdělání tak získal od svého otce. Stal se městským a kapitulským kapelníkem v Banské Bystrici. Učil hudbu a zpěv na biskupském semináři, na gymnáziu a v učitelském ústavu. V letech 1861–1863 byl jeho žákem Ján Levoslav Bella. Egry nejenže rozpoznal jeho talent, ale všemožně jej podporoval. Veřejně např. vystoupil proti nespravedlivé kritice Bellových Čtyřzpěvů.
Za života biskupa Štefana Moyzese se Egry ztotožňoval se slovenským národním hnutím. Do časopisu Hlahol, přispěl v roce 1862 vlasteneckou písní Slovenský brat, objím si mať. Po biskupově smrti však národní snahy v Banské Bystrici ochably.
Komponoval na jedné straně církevní hudbu ve stylu hudebního klasicismu, na druhé straně psal taneční a salónní skladby vyhovující maďarskému a německému vkusu. Jeho taneční skladby vycházely jako přílohy maďarských časopisů.

## Dílo

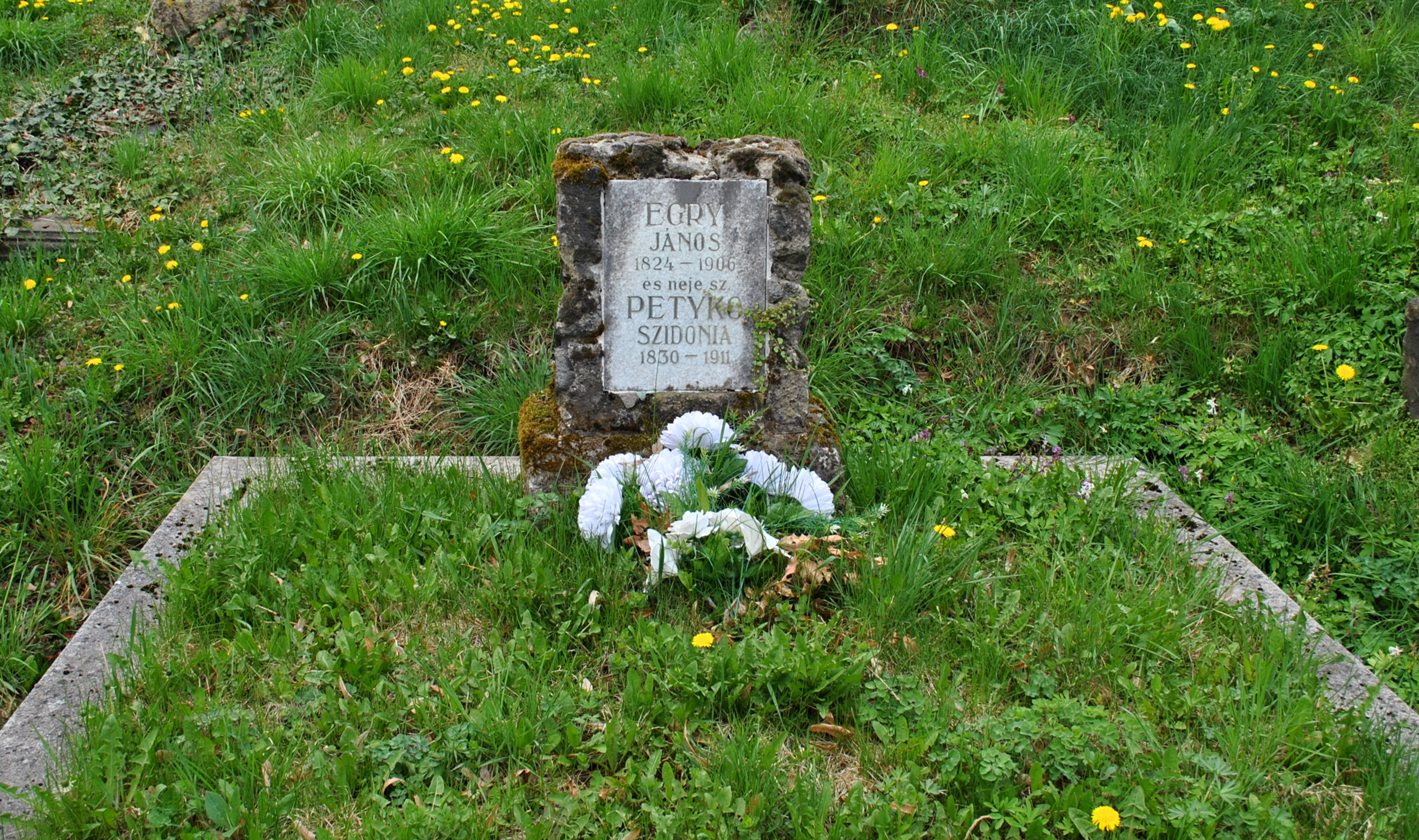
Hrob Jána Egryho a jeho manželky na hřbitově v Banské Bystrici

### Chrámové skladby
Zkomponoval na 170 chrámových skladeb. Mnoho jeho rukopisů se dochovalo na kůru banskobystrické katedrály a v kostele v Krupině. Tiskem vyšel v roce 1865 Katolický spevník so sprievodom organu obsahující úpravy duchovních písní pro smíšený sbor.
- 5 mší
- 6 graduale
- 19 offertorií
- 2 Te Deum
- 5 Salve Regina
- 7 Regina Coeli
- 7 Alma Redemptoris
- 7 Vesperae
- 5 litanií
- 5 Veni Sancte
- Tatum ergo
- Katolícky spevník so sprievodom organu (1865)
- řada dalších drobnějších skladeb

### Světské skladby
- Marien-Quadrille (1857)
- Vsejtei emlék (1880)
- A Besztercebányai kir. kath. lő Gymnassiumi tanulók Indulója (1890)
- Ilonka-induló (1901)
- Abend Gruss op.1.
- Alojzia Négyes
- Induló Emma csárdás a jiné.